# L'Itinéraire marin
Pour plus de détails, voir Fiche technique et Distribution.
L’Itinéraire marin est un film français réalisé par Jean Rollin en 1962 et resté inachevé. Il est aujourd'hui perdu.

## Fiche technique
- Titre original : L’Itinéraire marin
- Réalisation : Jean Rollin
- Scénario : Jean Rollin
- Dialogues : Marguerite Duras et Gérard Jarlot
- Décors : Dominique Dante
- Photographie : Guy Leblond
- Producteur : Jean Rollin
- Directeur de production : Gaston Dona
- Société de production : Les Films ABC (France)
- Pays d’origine :  France
- Année de tournage : 1962
- Format : noir et blanc — son monophonique — 35 mm
- Film inachevé et perdu[note 1]

## Distribution
- René-Jean Chauffard
- Michel Fardoulis-Lagrange
- Silvia Monfort
- Pascal Fardoulis
- Bernard Papineau
- Jean-Loup Philippe
- Gaston Modot
- Anne Tonietti

## Genèse
Au début des années 1960 Jean Rollin écrit le scénario de son premier film. Jean demande à son père, qui est comédien, de montrer le texte à René-Jean Chauffard, acteur en vogue qui travaille avec lui. Chauffard accepte d'endosser le premier rôle, mais Jean ne trouve personne pour jouer l'autre grand rôle masculin. Il demande alors à l'écrivain Michel Fardoulis-Lagrange, écrivain marginal ami de sa mère, qui accepte sans hésitation. Grâce à sa mère, Jean peut présenter son scénario à Marguerite Duras, qui lui propose de réécrire les dialogues avec Gérard Jarlot. Le jeune cinéaste accepte sans hésitation.
Un premier montage (d'environ une heure) est montré à de nombreux distributeurs, qui le refusent tous, et les bobines sont perdues dans un incendie. Il n'en reste que des photos, que l'on peut d'ailleurs apercevoir dans La Nuit des horloges. En 2008, Jean Rollin écrit réfléchir à un film présentant toutes ces photos, survivances d'un film perdu, présentées et liées par des commentaires de Jean-Loup Philippe, le seul acteur encore vivant. Cependant, le réalisateur décède le 15 décembre 2010, sans avoir mené ce projet à bien.